# Intercambio (ajedrez)
En las tácticas y la estrategia del ajedrez, un intercambio de piezas es una serie de movimientos relacionados, generalmente secuenciales, en el cual dos jugadores capturan las piezas del otro.